# Wyclef Jean
Pour les articles homonymes, voir Jean.
Wyclef Jean, né le 17 octobre 1969 à Croix-des-Bouquets, est un chanteur, rappeur, guitariste, producteur et acteur haïtien. À neuf ans, il emménage avec sa famille aux États-Unis, et devient en 1994 membre du groupe Fugees. Jean remporte au total trois Grammy Awards pour ses œuvres musicales. Il compte au total 31 millions d'albums écoulés[Quand ?][réf. nécessaire].
Il s'est engagé pour son pays natal en lançant la Wyclef Jean Foundation. Il a également fondé une organisation du nom de Yéle Haïti en 2005. Il a invité Angelina Jolie et Brad Pitt pour fêter l'anniversaire de l'organisation.

## Biographie
Nel Ust Wyclef Jean est né à Croix-des-Bouquets, dans la banlieue de Port-au-Prince, d'origine haïtienne, et est fils d'un père pasteur. Jean cite le musicien de reggae Bigga Haitian comme première influence musicale, ainsi que MC Tiger Paw Raw et le producteur Lobster v. Crab. Wyclef Jean émigre aux États-Unis à l'âge de neuf ans, et part vivre à New York dans les lotissements de Brooklyn rejoindre sa famille. C'est là qu'il rencontre Pras Michel qui sera son grand ami d'enfance, si bien qu'ils s'autoproclameront cousins. Il part poursuivre ses études dans le nord du New Jersey, où il commence la guitare et étudie le jazz au lycée (high school),. Jean résidait à Saddle River, South Orange, puis à North Caldwell,. En 2009, Jean rejoint la Berklee College of Music.
En 1994, il épouse Marie Claudinette Pierre,. En 2005, le couple adopte une fille qu'il nommera Angelina Claudinelle Jean. Le couple renouvelle ses vœux en août 2009.
Le 20 mars 2011, alors qu'il est en visite en Haïti pour apporter son soutien au candidat Michel Martelly en vue du second tour des élections présidentielles à Port-au-Prince, il est blessé légèrement à la main droite lors d'une fusillade lorsque des hommes armés font feu sur la voiture dans laquelle il se trouvait. Étaient également présents à bord du véhicule le rappeur Busta Rhymes et le producteur Jimmy Rosemond qui n’ont pas été touchés. La police rapporte néanmoins que Wyclef aurait été blessé à cause de débris de verres,.
En 2012, Wyclef Jean a publié ses mémoires intitulés Purpose: An Immigrant's Story.. et qui le fait traverser la tourmente de l'immigration, le livre dépeint avec des détails douloureux,. l'histoire de son enfance en Haïti, jusqu'à son ascension sur la scène musicale américaine. Wyclef décrit son enfance si pauvre à Haïti qu'il mangeait de la terre. Purpose est considéré comme l'une des dix premières lecturespour les Américains haïtiens selon le Haitian Times.

### Carrière avec les Fugees
En 1989, Pras Michel et Wyclef Jean ambitionnent d'enregistrer un disque, mais ils ne connaissent personne dans le milieu de l'industrie musicale. Pras a toutefois une connaissance dont le père n'est autre que le producteur, musicien et membre fondateur du groupe Kool and the Gang : Ronald Khalis Bell. Pras lui demande de les aider. Ronald Khalis Bell accepte et commence donc à travailler avec eux et à les faire répéter dans un studio du New Jersey. Peu de temps après, Pras présente à Wyclef Jean et à Ronald Khalis Bell, Lauryn Hill, une amie d'école. Khalis les encourage à former un groupe. Ils créent alors The Translators en 1989 – on trouve parfois le terme The Tranzlator Crew mais ce nom, attribué a posteriori, n'est pas celui sous lequel le groupe se produisait à l'époque. En 1994, à la veille de la sortie de leur premier album, les Translators sont contraints de changer de nom, afin d'éviter toutes confusions ou conflits avec un autre groupe du même nom. Ils deviennent alors les Fugees, ils enregistrent en 1994 l'album Blunted on Reality produit par Ronald Khalis Bell, puis en 1996, The Score. En 1997, chaque membre des Fugees travaille sur des projets solo et Wyclef publie Wyclef Jean Presents: The Carnival Featuring the Refugee All-Stars.

### Carrière solo
Durant l'année 1998, il participe à l'album Chef Aid: The South Park Album[réf. nécessaire]. En 1999, il écrit la chanson My Love Is Your Love pour la chanteuse Whitney Houston.
En 2004, il sort son album Welcome to Haiti: Creole 101 avec notamment le titre Fanm Kreyol en collaboration avec Admiral T et 24 heures à vivre avec la formation Muzion. Il pose également sur l'album Mozaik Kreyol de ce dernier dans le titre Secret Lover. En 2005, il partage sa voix avec Shakira pour l'un de ses plus grand succès Hips Don't Lie qui deviendra l'une des chansons les plus écouté pendant l'été 2006. En 2006, pour venir en aide aux immigrés latinos aux États-Unis, Wyclef Jean enregistre Nuestro Himno, version espagnole de l'hymne américain The Star-Spangled Banner avec Pitbull, Carlos Ponce, Olga Tañón, Ivy Queen, Andy Andy, Autoridad de la Sierra, Aventura & Rayito, Kalimba, LDA, Tony Sunshine, Patrulla 81, Frank Reyes, Gloria Trevi, Yamayea, N’Klabe, Reik, et Kany. Cette même année, il apparait dans le documentaire musical de Michel Gondry, Dave Chappelle's Block Party, dans lequel on[Qui ?] voit se reformer son ancien groupe The Fugees sur une scène de Brooklyn, huit ans après leur séparation. Le 11 juillet 2009, il participe à un unique concert en Europe lors du Festival de Jazz de Montreux en Suisse.
En 2010, à la suite du tremblement de terre d'Haïti de 2010, Wyclef Jean appelle à la générosité sur son blog et son compte Twitter et participe à l'enregistrement de We Are the World 25 for Haiti. Il crée l'ONG Yéle Haïti qui a pour but de venir en aide aux plus démunis. Dès 2014, il est accusé d'avoir dilapidé les fonds de l'ONG, notamment à des fins personnelles . Wyclef Jean annonce le 5 août 2010 qu'il sera candidat aux prochaines élections présidentielles en Haïti. Toutefois, cette candidature fut refusée un peu plus tard par le Conseil électoral provisoire haïtien en raison de son lieu de résidence. Il décide, par la suite, de faire appel de cette décision.
En janvier 2017, Wyclef annonce que son album J'ouvert sortira le 3 février 2017. Le 2 février 2017, Wyclef sort son nouveau single Ne me quitte pas, En version française qui figurait sur son album J'ouvert deluxe. L'album a été publié et enregistré à 117 sur le Billboard 200, et 50 sur les Hot Albums canadiens. Quatre autres singles ont été sortis de l'album Life Matters, The Ring, Holding on the Edge et Little Things. Le 9 juin, Wyclef annonce sur son Instagram que Carnival III: The Fall et Rise of a Refugee serait disponible en pré-commande le 22 juin 2017.

## Discographie

### Albums studio
- 1997 : The Carnival
- 2000 : The Ecleftic: 2 Sides II a Book
- 2002 : Masquerade
- 2003 : The Preacher's Son
- 2004 : Welcome to Haiti: Creole 101
- 2006 : Ghosts of Cité Soleil (B.O.F.)
- 2007 : Carnival Vol. II: Memoirs of an Immigrant
- 2009 : Toussaint St. Jean: From the Hut, To the Projects, To the Mansion
- 2010 : If I Were President: My Haitian Experience
- 2017 : J'ouvert
- 2017 : Carnival Vol. III: Rise and Fall of a Refugee
- 2019 : Wyclef Goes Back to School - Volume 1

### Albums collaboratifs
- 1994 : Blunted on Reality (avec les Fugees)
- 1996 : The Score (avec les Fugees)

## Filmographie
- 2001 : Carmen: A Hip Hopera
- 2001 : Shottas : Richie Effs
- 2003 : Mes plus belles années (saison 2 épisode 19) : Curtis Mayfield
- 2004 : New York 911 (saison 6 épisodes 16, 17, 21 et 22) : Marcel Hollis (VF : Thierry Buisson)
- 2004 : Full Clip : le narrateur
- 2005 : One Last Thing : Emmett Ducasse
- 2005 : Dirty
- 2005 : Be Cool : lui-même
- 2005 : Third Watch (TV)
- 2006 : Dave Chappelle's Block Party : lui-même
- 2007 : Redline
- 2008 : 30 Rock (saison 3 épisode 22) : lui-même (TV)
- 2012 : Black November
- 2012–13 : Nashville (TV)
- 2016 : New York, unité spéciale (saison 18 épisode 6) : Vincent Love
- 2018 : Hell's Kitchen (TV)